# Phyllanthus lanceolatus
Phyllanthus lanceolatus är en emblikaväxtart som beskrevs av Jean Louis Marie Poiret. Phyllanthus lanceolatus ingår i släktet Phyllanthus och familjen emblikaväxter.
Artens utbredningsområde är Mauritius. Inga underarter finns listade i Catalogue of Life.